# Жан III д’Аркур
Жан III д’Аркур (фр. Jean III d’Harcourt; ум. 9 ноября 1329), по прозвищу Хромой (le Boiteux) — французский дворянин, представитель рода д’Аркур, барон д’Эльбёф, виконт де Шательро, де Сен-Совер, сеньор де ла Соссе, де Брион, де Лильбон.
Жан III — сын маршала и адмирала Франции Жана II д’Аркура и Жанны де Шательро, отец первого графа д’Аркура и его сражавшегося в Столетней войне на стороне англичан брата.
В 1302 году женился на Алисе Брабантской, породнившись таким образом с герцогами Брабантскими и королевской династией Франции: Алиса была внучкой герцога Брабантского Генриха III и племянницей королевы Марии Брабантской, жены короля Франции Филиппа III Смелого.
Похоронен в приорстве Нотр-Дам-де-Парк, основанном его дедом Жаном I в замке Аркур.

## Семья
В 1302 году женился на Алисе Брабантской (1273 — 27 марта 1340/1341), даме де Мезьер-эн-Бренн, дочери Готфрида ван Брабанта (ум. 11 июля 1302), сеньора Аарсхота, и Жанны Изабо де Вьерзон (ум. ок. 1296).
Дети:
- Жан IV (ум. 26 апреля 1346), первый граф д’Аркур
- Луи (ум. 1360), виконт де Сен-Поль, сеньор де Монтгомери, губернатор Нормандии
- Жоффруа (ум. в ноябре 1356), виконт де Сен-Совер, маршал Англии
- Мари, жена Жана II де Клер
- Изабо, жена Жана II де Бриенна, виконта де Бомон
- Алиса, жена Андре (ум. 19 сентября 1356), сеньора де Шовиньи и де Шатору, погибшего при Пуатье
- Бланш, жена Юга Куэре (ум. в 1340), сеньора де Туар-эн-Виме, адмирала Франции, сенешаля Бокера и Нима, погибшего в морском сражении с англичанами.